# Adolescence (1966)
Adolescence ist ein französischer Dokumentar-Kurzfilm von Marin Karmitz aus dem Jahr 1966 in Schwarz-Weiß.
Der Film war in der Kategorie „Bester Dokumentar-Kurzfilm“ für einen Oscar nominiert.

## Handlung
Die 14-jährige Sonia nimmt Ballettstunden bei einer sehr bekannten Ballettlehrerin, die bereits 84 Jahre alt ist. Als sich Sonia bei einer Ballettkompanie bewirbt, verpatzt sie ihren Auftritt. Nun muss das junge Mädchen sich entscheiden, ob es weiterhin Ballettstunden nehmen möchte, oder sich ganz vom Balletttanz verabschiedet.

## Rezeption

### Veröffentlichung
Der Film wurde im September 1966 bei den Internationalen Filmfestspielen von Venedig uraufgeführt.

### Auszeichnung
- Oscarverleihung 1967: Nominierung in der Kategorie „Bester Dokumentar-Kurzfilm“ für
  - Marin Karmitz und Vladimir Forgency